# Zwarte pad
De zwarte pad (Anaxyrus exsul) is een kikker uit de familie padden (Bufonidae). De soort werd voor het eerst wetenschappelijk beschreven door George Sprague Myers in 1942. Oorspronkelijk werd de wetenschappelijke naam Bufo exsul gebruikt. De soort behoorde lange tijd tot het geslacht Bufo.

## Uiterlijke kenmerken
De meeste exemplaren zijn bijna helemaal zwart en hebben een zeer grillige, landkaartachtige lichtbruine vlekken- en lijnentekening op de rug en poten, maar sommige dieren zijn eerder lichtbruin met zeer grote grillige zwarte vlekken. De kop heeft vaak minder vlekken en de buik is wit met vele grote, zwarte, ronde vlekken. Op het midden van de rug is een duidelijk zichtbare witte tot gele groef aanwezig. De lengte is ongeveer 8 centimeter, de mannetjes blijven kleiner, rond de zes cm.

## Levenswijze
Deze soort is een echte kruiper die geen kleine sprongetjes maakt zoals veel andere soorten. Het verspreidingsgebied ligt in de Verenigde Staten in de staat Californië. De pad is actief van maart tot september. In de winter houdt hij een winterslaap ingegraven in een holletje onder de grond. Deze soort is meer aan water gebonden dan andere padden, en wordt vaak aangetroffen in poeltjes, kleine plassen en vennen in bosranden, heidevelden en graslanden; open gebieden met een grassige omgeving. Het voedsel bestaat uit allerlei kleine ongewervelden.

## Bedreigingen
Het gaat niet goed met de zwarte pad; het verspreidingsgebied bestaat grotendeels uit versnipperde, geïsoleerde populaties. Er wordt wel alles aan gedaan om de soort te behouden; zo worden in de winter kuddedieren losgelaten die de vegetatie wegvreten om het grassige karakter van het landschap te behouden, en in de zomer zijn deze grazers een bron van mest dat weer insecten aantrekt. Waarschijnlijk is de paddensoort het hardst achteruitgegaan toen de natuurlijke grazers die in de Verenigde Staten voorkwamen, verdwenen en de graslanden dichtgroeiden.